# مقاطعة ماكوني (مونتانا)
مقاطعة ماكوني (بالإنجليزية: McCone County)‏ هي إحدى مقاطعات ولاية مونتانا في الولايات المتحدة الأمريكية.